# Plátanos (Achaïe)
Plátanos (en grec moderne : Πλάτανος) est un village de la Grèce-Occidentale, en Grèce, appartenant au dème d'Égialée en Achaïe. Selon le recensement de 2011, sa population était de 259 habitants.